# ویک ۱۷۰۳۸
سیارک ۱۷۰۳۸ (به انگلیسی: 17038 Wake، نامگذاری:1999FO21) هفده هزار و سی و هشتمین سیارک کشف شده‌است که در ۲۶ مارس ۱۹۹۹ کشف شد.
قدر مطلق سیارک برابر ۱۲.۹ است.